# Усадьба Плешанова
«Усадьба Плешанова» располагается на бывшей Покровской улице (современный адрес - Ленинская улица, 34-36). Ансамбль усадьбы – яркий пример классической провинциальной усадебной городской архитектуры XVIII–XX века. Расстояние до Ростовского Кремля около одного километра, в непосредственной близости — Музей купеческого быта (филиал ГМЗРК) и озеро Неро.

## История
Купцы первой гильдии Плешановы оставили яркий след в истории города. Основатель династии — Максим Михайлович Плешанов — происходил из экономических (государственных) крестьян села Красново Ростовского уезда, природная хватка и успешное ведение дел позволили ему уже в начале XIX столетия записаться во вторую купеческую гильдию.
Строительство и эксплуатация салотопного (того самого «свечного заводика») позволила ему стать обладателем одного из самых больших в городе капиталов. Его дело продолжили четыре сына, перейдя уже в первую гильдию. География коммерческих интересов Торгового Дома «М. М. ПлешановЪ и сыновья» уже охватывала большую территорию Российской Империи, активно велась торговля и с сопредельными странами.
Плешановы вошли в историю как выдающиеся благотворители и общественные деятели. На их средства происходила реставрация зданий и церквей Ростовского Кремля, построена богадельня — ныне здание Налоговой инспекции города. Будучи глубоко верующими людьми, огромные средства они жертвовали на строительство и реставрацию храмов и монастырей. В 1890-х годах основные здания усадебного комплекса были переданы в дар городскому обществу города и местной Покровской церкви, в последующие годы в них размещалась финифтяная школа и сельскохозяйственный техникум.

### Реконструкция гостиничного комплекса
В процессе обустройства и реконструкции усадьбы новые собственники постарались сохранить историзм и уникальность объекта. Вся атмосфера усадебного комплекса пропитана стариной. Холлы гостиницы украшает антикварная мебель, старинные часы, картины, гравюры. В доме находится библиотека по краеведению, коллекция старинных карт.

### Купцы Плешановы
Ростовские купцы Плешановы происходили из экономических крестьян села Красново Ростовского уезда. Основатель рода Максим Михайлович Плешанов переселился в Ростов и выстроил свой дом, где находится отель. Его сын Дмитрий Михайлович создал благотворительное заведение — Плешановскую богадельню, здание которой хорошо сохранилось. Со временем не менее известным стал представитель рода, академик живописи, Павел Федорович Плешанов.